# Niltava del pare David
La niltava del pare David (Niltava davidi) és una espècie d'ocell de la família dels muscicàpids (Muscicapidae), pròpia de l'est asiàtic. Es troba com a resident a la Xina, Hong Kong i Vietnam; i com a hivernant a Cambodja, Laos i Tailàndia. Habita els boscos tropicals i subtropicals de frondoses humits. El seu estat de conservació es considera de risc mínim.
L'espècie va ser descrita per primer cop pel naturalista francès John David Digues La Touche.